# Larry Pine
Larry Pine (nacido el 3 de marzo de 1945) es un actor estadounidense.
Veterano de los escenarios de Broadway, comenzó su carrera interpretando el papel de Fop en la producción de 1968 de Cyrano de Bergerac. Desde entonces ha protagonizado cine y televisión, con papeles recurrentes en programas de televisión como As the World Turns, One Life to Live, All My Children, Hostages, House of Cards y Succession. También ha aparecido en películas como Vanya en la calle 42 (1994), por la que fue nominado al Independent Spirit Award al mejor actor de reparto, Dead Man Walking (1995), de Tim Robbins, Antes y después (1996), Maid in Manhattan (2002), Melinda y Melinda (2004) de Woody Allen y The Royal Tenenbaums (2001) de Wes Anderson, Moonrise Kingdom (2012), El Gran Hotel Budapest (2014) y The French Dispatch (2021).

## Carrera
Pine comenzó su carrera como actor profesional en el Off-Broadway, luego, en 1968 apareció como Fop en Cyrano de Bergerac en el Teatro Vivian Beaumont. Miembro fundador de la compañía de teatro de vanguardia Manhattan Project, apareció en su producción de 1968 de Alicia en el país de las maravillas, dirigida por Andre Gregory.
En 1978, hizo su debut cinematográfico en Hullabaloo Over Georgie and Bonnie's Pictures, de James Ivory, que se hizo para televisión pero luego se estrenó en cines. Desde entonces, ha actuado en Vania en la calle 42 de Louis Malle y Celebrity de Woody Allen, Small Time Crooks, y Melinda y Melinda, entre otras películas. Pine aparece en el libro Are You Dave Gorman? como el primer actor que el escritor encuentra que interpretó a un Dave Gorman ficticio (en La tormenta de hielo). Tanto en The Royal Tenenbaums como en The Door in the Floor, aparece como un entrevistador tipo Charlie Rose, realizando una entrevista individual en un estudio oscuro. De 1997 a 1999, Pine interpretó a Barry Shire en All My Children.

## Vida personal
Pino nació en Tucson, Arizona. Recibió una licenciatura en Artes de la Universidad del Norte de Texas, y se graduó de la Tisch School of the Arts de la Universidad de Nueva York en 1968 con una Maestría en Bellas Artes. Desde 1969 está casado con la compositora y diseñadora de sonido Margaret Pine (de soltera Rachlin). La pareja tiene un hijo, Jacob (nacido en 1972).

## Filmografía

### Películas
| Año  | Título                                     | Papel                  | Director           |
| ---- | ------------------------------------------ | ---------------------- | ------------------ |
| 1982 | I, the Jury                                | Director de cine       | Richard T. Heffron |
| 1982 | Hanky Panky                                | Interrogador           | Sidney Poitier     |
| 1982 | Q - The Winged Serpent                     | El Profesor            | Larry Cohen        |
| 1982 | MysteryDisc: Murder, Anyone?               | Tom Reardon            | Philip S. Goodman  |
| 1982 | Solos en la oscuridad                      | Dr. Harry Merton       | Jack Sholder       |
| 1988 | Plain Clothes                              | Dave Hechtor           | Martha Coolidge    |
| 1989 | The Dream Team                             | Canning                | Howard Zieff       |
| 1994 | Vania en la calle 42                       | Dr. Mikhail Astrov     | Louis Malle        |
| 1995 | Dead Man Walking                           | Guy Gilardi            | Tim Robbins        |
| 1996 | Como Nascem os Anjos (How Angels Are Born) | William                | Murilo Salles      |
| 1996 | Antes y después                            | Dr. Tom McAnally       | Barbet Schroeder   |
| 1997 | Sunday                                     | Ben Vesey              | Jonathan Nossiter  |
| 1997 | La tormenta de hielo                       | Dave Gorman            | Ang Lee            |
| 1997 | Adictos al amor                            | Street Comic           | Griffin Dunne      |
| 1997 | Academy Boyz                               | Ramsey Glover          | Dennis Cooper      |
| 1998 | Jaded                                      | Judge Hayfield         | Caryn Krooth       |
| 1998 | Celebrity                                  | Philip Datloff         | Woody Allen        |
| 1999 | Suits                                      | Peter Haverford        | Eric Weber         |
| 1999 | Let It Snow                                | Wendell Milson         | Adam Marcus        |
| 1999 | A Stranger in the Kingdom                  | Edward Kinneson        | Jay Craven         |
| 2000 | Small Time Crooks                          | Charles Bailey         | Woody Allen        |
| 2001 | The Royal Tenenbaums                       | Peter Bradley          | Wes Anderson       |
| 2001 | Atando cabos                               | Bayonet Melville       | Lasse Hallström    |
| 2002 | Maid in Manhattan                          | Mr. Lefferts           | Wayne Wang         |
| 2003 | Particles of Truth                         | Mr. Wiley              | Jennifer Elster    |
| 2004 | The Clearing                               | Tom Finch              | Pieter Jan Brugge  |
| 2004 | Melinda y Melinda                          | Max                    | Woody Allen        |
| 2004 | The Door in the Floor                      | Entrevistador          | Tod Williams       |
| 2006 | Islander                                   | Viejo Cole             | Ian McCrudden      |
| 2008 | Killing Kasztner                           | Rudolf Kasztner        | Gaylen Ross        |
| 2009 | Chasing the Green                          | Frank Daniels          | Russ Emanuel       |
| 2009 | 2B                                         | Bilko Johnson          | Richard Kroehling  |
| 2009 | The Good Heart                             | Risoterapeuta          | Dagur Kári         |
| 2012 | Broadway's Finest                          | A. K. Lipson           | Stephen Marro      |
| 2012 | El fraude                                  | Jeffrey Greenberg      | Nicholas Jarecki   |
| 2012 | See Girl Run                               | Bob Barrister          | Nate Meyer         |
| 2012 | Moonrise Kingdom                           | Mr. Howard Billingsley | Wes Anderson       |
| 2013 | Jimmy P: Psychotherapy of a Plains Indian  | Karl Menninger         | Arnaud Desplechin  |
| 2013 | A Master Builder                           | Dr. Ejlert Herdal      | Jonathan Demme     |
| 2014 | El Gran Hotel Budapest                     | Mr. Mosher             | Wes Anderson       |
| 2014 | The Longest Week                           | Narrador               | Peter Glanz        |
| 2017 | Freak Show                                 | William                | Trudie Styler      |
| 2018 | Beirut                                     | Frank Whalen           | Brad Anderson      |
| 2018 | An Actor Prepares                          | Jack Dorner            | Steve Clark        |
| 2020 | Still Here                                 | Jeffrey Hoffman        | Vlad Feier         |
| 2021 | 12 Mighty Orphans                          | Presidente Roosevelt   | Ty Roberts         |
| 2021 | The French Dispatch                        | Magistrado Jefe        | Wes Anderson       |
| 2023 | The Kill Room                              | Dr. Galvinson          | Nicol Paone        |

### Televisión
| Año       | Título                                        | Papel                | Notas                                         |
| --------- | --------------------------------------------- | -------------------- | --------------------------------------------- |
| 1978      | Hullabaloo Over Georgie and Bonnie's Pictures | Clark Haven          | Película de televisión                        |
| 1986      | As the World Turns                            | Tad Channing         | 4 episodios                                   |
| 1986      | Tales from the Darkside                       | Uncle Richard        | Episodio: "The Geezenstacks"                  |
| 1987      | ABC Afterschool Special                       | Elmo Grady           | Episodio: "Read Between the Lines"            |
| 1988      | Miami Vice                                    | Tom Pierce           | Episodio: "Vote of Confidence"                |
| 1988–1992 | One Life to Live                              | Roger Gordon         | Episodios desconocidos                        |
| 1989      | The Justice Game                              | Wendell Fergusson    | 3 episodios                                   |
| 1991      | The Days and Nights of Molly Dodd             | Bennett Casey        | Episodio: "Here's How to Break the Other Leg" |
| 1994      | Law & Order                                   | Edward St. John      | Episodio: "Scoundrels"                        |
| 1994      | Las aventuras de Pete y Pete                  | Dr. Burt Looper      | Episodio: "The Call"                          |
| 1997–1999 | All My Children                               | Barry Shire #1       | 6 episodios                                   |
| 1998      | A Will of Their Own                           | Charles Steward      | Miniserie; 2 episodios                        |
| 1998      | New York Undercover                           | Leonard              | Episodio: "Spare Parts"                       |
| 1999      | Law & Order                                   | Dr. Jacob Weiss      | Episodio: "Harm"                              |
| 1999–2003 | Oz                                            | Arnie Zelman         | 8 episodios                                   |
| 2001      | The Dave Gorman Collection                    | Él mismo/Dave Gorman | Episodio #1.3                                 |
| 2001      | The Street                                    | Sam Gibson           | Episodio: "Past Performance"                  |
| 2001      | 100 Centre Street                             | Warren Bennington    | Episodio: "Daughters"                         |
| 2004      | Law & Order: Criminal Intent                  | Bingham Post         | Episodio: "Consumed"                          |
| 2004–2005 | Gilmore Girls                                 | Simon McLane         | 2 episodios                                   |
| 2005      | Empire Falls                                  | Otto Mayer           | Miniserie; 2 episodios                        |
| 2006      | Law & Order: Special Victims Unit             | Attorney Van Allen   | Episodio: "Clock"                             |
| 2008      | Canterbury's Law                              | Wallace Warren       | Episodio: "What Goes Around"                  |
| 2011      | Person of Interest                            | Wernick              | Episodio: "Foe"                               |
| 2011–2012 | Homeland                                      | Richard Halsted      | 2 episodios                                   |
| 2012      | Blue Bloods                                   | NYPD Chief Surgeon   | Episodio: "Mother's Day"                      |
| 2013      | The Good Wife                                 | Paul Lampard         | Episodio: "The Seven Day Rule"                |
| 2013–2014 | Hostages                                      | Burton Delaney       | 10 episodios                                  |
| 2013–2017 | House of Cards                                | Bob Birch            | 23 episodios                                  |
| 2014      | Unforgettable                                 | Stanton Ward         | Episodio: "Til Death"                         |
| 2015      | Madam Secretary                               | Sean Williams        | Episodio: "Catch and Release"                 |
| 2015      | Chicago Med                                   | Tom Donovan          | Episodio: "iNO"                               |
| 2017–2018 | Gotham                                        | Mayor Burke          | 3 episodios                                   |
| 2018–2023 | Succession                                    | Sandy Furness        | 11 episodios                                  |

## Escenario
| Año     | Título                                                                      | Papel             | Notas                                     |
| ------- | --------------------------------------------------------------------------- | ----------------- | ----------------------------------------- |
| 1968    | Cyrano de Bergerac                                                          | Fop               | Vivian Beaumont Theater, Broadway         |
| 1976    | Jinxs Bridge                                                                | Elmo Drake        | Teatro Público, Off-Broadway              |
| 1977–78 | La mandrágora                                                               | Hermano Timothy   | The Public Theater, Off-Broadway          |
| 1983    | Vidas privadas                                                              | Victor Prynne     | Lunt-Fontanne Theatre, Broadway           |
| 1984    | End of the World                                                            | Ensemble          | Music Box Theatre, Broadway               |
| 1985    | A Day in the Death of Joe Egg                                               | Bri / Freddie     | Longacre Theatre, Broadway                |
| 1993–94 | Angels in America                                                           | Roy Cohn          | Walter Kerr Theatre, Broadway             |
| 1996    | Bus Stop                                                                    | Virgil Blessing   | Circle in the Square Theatre, Broadway    |
| 2003    | The Women of Lockerbie                                                      | Bill Livingston   | The New Group, Off-Broadway               |
| 2006    | Stuff Happens                                                               | Donald Rumsfeld   | The Public Theater, Off-Broadway          |
| 2007    | Secret Order                                                                | Robert Brock      | Merrimack Repertory Theatre, Off-Broadway |
| 2009    | The Royal Family                                                            | Gilbert Marshall  | Teatro Samuel J. Friedman, Broadway       |
| 2009    | The Shanghai Gesture                                                        | Sir Guy Charteris | Julia Miles Theater, Off-Broadway         |
| 2014    | Casa Valentina                                                              | The Judge / Amy   | Teatro Samuel J. Friedman, Broadway       |
| 2014    | Billy & Ray                                                                 | Raymond Chandler  | Vineyard Theatre, Off-Broadway            |
| 2014    | A Public Reading of an Unproduced Screenplay About the Death of Walt Disney | Walt Disney       | Soho Repertory Theater, Off-Broadway,     |
| 2016    | Buried Child                                                                | Padre Dewis       | The New Group, Off-Broadway               |
| 2017    | Evening at the Talk House                                                   | Tom               | The New Group, Off-Broadway               |